# Fastighetsskatt
Fastighetsskatt är en objektskatt baserad på innehavet av en fastighet.

## Motiv
Ett motiv är det fiskala syftet, det vill säga att dra in pengar till den offentliga sektorn för att betala allmänna tjänster. I en internationell ekonomi ökar behovet av att utnyttja skattebaser som inte kan förflyttas över landgränserna. Ett annat motiv är att jämställa investeringar i fastigheter med investeringar i annat kapital. Avkastningen på fastigheten är med detta synsätt dels nyttan av att nyttja (bo i) fastigheten, dels fastighetens värdeökning.

## Fastighetsskatt och huspriser
Fastighetsskatten kan påverka huspriserna; en sänkning av fastighetsskatten kan exempelvis leda till högre huspriser, om huspriserna kan antas baseras på en ekonomisk kalkyl över löpande kostnaderna som husägare har. 

## Fastighetsskatt per land

### Sverige
I Sverige finns en statlig fastighetsskatt och en kommunal fastighetsskatt som kallas fastighetsavgift.
Den statliga fastighetsskatten gäller lantbruksfastigheter, småhusenheter under uppförande med tillhörande tomtmark eller tomtmark till småhus där det inte finns en uppförd bostadsbyggnad. Den statliga fastighetsskatten är 1,0 % av taxeringsvärdet.
För fastigheter och småhusenheter ersattes den statliga fastighetsskatten år 2008 med den kommunala, med ett högsta tak som justeras från år till år. Fastighetsavgiften för småhus ligger på 0,75 % av taxeringsvärdet. För flerbostadshus är fastighetsavgifter på 0,4 procent av taxeringsvärdet.

### Danmark
Det finns Ejendomsskat. Det är en skatt som tillfaller den kommun där fastigheten ligger.

### Finland
I Finland är fastighetsskatten olika för fritidsbostäder och bostäder för stadigvarande boende. Kommunerna bestämmer skatten. I Mariehamn i det självstyrande Åland är den 0,30 %.

### USA
I USA finns fastighetsskatt kallad Property tax. Den tas ut av kommunen (county eller motsvarande) och varierar mellan 0,2 % och 4 % av värdet.